# Talbach (Eyach, Grosselfingen)
Der Talbach ist ein etwa 4,8 km langer, östlicher und rechter Zufluss der Eyach fast ganz im Gebiet der Gemeinde Grosselfingen im baden-württembergischen Zollernalbkreis.
Die Eyach hat insgesamt drei Zuflüsse des Namens Talbach, nacheinander sind dies der von links in Lautlingen zumündende Meßstetter Talbach, der bei Engstlatt von rechts zufließende Talbach und schließlich der hier behandelte, nahe bei Grosselfingen ebenfalls von rechts zumündende Talbach.

## Geographie

### Verlauf
Der Talbach entspringt im Gewann Hinter Eichen unter dem Hanggewann Azenbol auf einer Höhe von ca. 551 m ü. NHN an der Straße von Weilheim nach Grosselfingen. Von dort fließt er als begradigter Graben zunächst in südöstliche Richtung, nach ca. 750 m wendet er sich in südwestliche Richtung auf Grosselfingen zu. Kurz vor und in Grosselfingen nimmt er von rechts jeweils einen Zufluss auf, am Ortsende fließt von links der Raichbrunnen zu. Hinter Grosselfingen fließt der Bach durch ein naturnahes Tal. Zunächst ist es im Bereich der Kläranlage noch weitgehend offen und durch Feuchtbiotopkomplexe geprägt. Im weiteren Verlauf fließt der Talbach dann durch den Greutwald und mündet kurz hinter der Gemeindegrenze zu Balingen-Ostdorf im Diebsgraben auf einer Höhe von 459 m ü. NHN von rechts und Osten in die Eyach, knapp einen halben Kilometer nach dem Balinger Einzelhaus Wirtschaft zum Kühlen Grund.
Der 4,8 km lange Lauf des Talbachs endet 92 Höhenmeter unterhalb seiner Quelle, er hat somit ein mittleres Sohlgefälle von etwa 19 ‰.

### Einzugsgebiet
Das relativ kompakte Einzugsgebiet gehört naturräumlich gesehen zum Südwestlichen Albvorland. Es umfasst im Wesentlichen die südliche Hälfte der Gemarkung Grosselfingen. Sein höchster Punkt liegt ganz im Nordwesten beim Oberen Homburger Hof auf 589,7 m ü. NHN. Die nördlich und östlich angrenzenden Einzugsgebiete von Talbach und Zimmerbach entwässern zur Starzel hin, im Süden der bedeutendere Klingenbach wie der Talbach ebenfalls zur Eyach oberhalb von ihm, im Nordwesten ein kurzer namenloser Klingenbach unterhalb von ihm.

### Zuflüsse
Von der Quelle zur Mündung. Auswahl.
- (Graben aus den Killäcker), von links und Nordosten am Laufknick, ca. 0,4 km[LUBW 4] und ca. 0,3 km²[LUBW 5]
- (Bach aus dem Löchle), von rechts und Westnordwesten kurz vor Grosselfingen, ca. 0,9 km[LUBW 4] und ca. 0,4 km²[LUBW 5]
- (Bach), von rechts und Westnordwesten an der Bachstraße in Grosselfingen, 1,3 km[LUBW 2] und ca. 1,5 km²[LUBW 5]
- Raichbrunnen, von links und Osten am Ortsende von Grosselfingen, 1,7 km[LUBW 2] und ca. 1,5 km²[LUBW 5]

### LUBW
Amtliche Online-Gewässerkarte mit passendem Ausschnitt und den hier benutzten Layern: Lauf und Einzugsgebiet des Talbachs

Allgemeiner Einstieg ohne Voreinstellungen und Layer: Daten- und Kartendienst der Landesanstalt für Umwelt Baden-Württemberg (LUBW) (Hinweise)
1. 1 2 3  Höhe ermittelt über WPS-Prozess (Geländehöhe).
2. 1 2 3  Länge nach dem Layer Gewässernetz (AWGN).
3. ↑  Einzugsgebiet nach dem Layer Basiseinzugsgebiet (AWGN).
4. 1 2  Länge abgemessen auf dem Hintergrundlayer Topographische Karte.
5. 1 2 3 4  Einzugsgebiet abgemessen auf dem Hintergrundlayer Topographische Karte.

### Andere Belege
1. ↑  Friedrich Huttenlocher: Geographische Landesaufnahme: Die naturräumlichen Einheiten auf Blatt 178 Sigmaringen. Bundesanstalt für Landeskunde, Bad Godesberg 1959. → Online-Karte (PDF; 4,3 MB)